# Ливент-Левит, Самуил Вольфович
Самуил Вольфович Ливент-Левит (псевдоним Курт Адлер; 1898, Кишинёв, Бессарабская губерния — 28 августа 1938, Москва) — советский разведчик, капитан госбезопасности.

## Биография
Самуил Ливент-Левит родился в 1898 году в Кишинёве в семье провизора Вольфа Моисеевича Ливент-Левита (1873, Кишинёв — 1938, Москва). Рано остался без матери. Через несколько лет семья перебралась в Одессу, а в 1905 году — в Берлин, где отец открыл аптеку. В 1918 году окончил берлинскую гимназию, вступил в Союз Спартака и в том же году — в Коммунистическую партию Германии. В это же время его отец — В. М. Ливент-Левит — тоже вступает в компартию Германии и впоследствии поступает в службу внешней разведки (иностранный отдел) ОГПУ — ГУГБ НКВД СССР (как разведчик работал под псевдонимом «Виктор Михайлович Норд»).
В 1918—1919 годах Самуил Ливент-Левит учился на факультете экономики и агрономии Берлинского университета, был секретарём райкома партии в Вильмельсдорфе (Берлин) и обкома партии в Южной Баварии. Свободно владел немецким, французским и английским языками. В 1919—1921 годах — в заключении за коммунистическую деятельность. С апреля 1921 года работал в московском представительстве компартии Германии при исполкоме Коминтерна. В 1921—1925 годах — сотрудник для поручений торгового представительства СССР в Германии, редактор издаваемого в Берлине «Украинского экономического журнала», редактор берлинского и венского Бюро по обслуживанию печати фотографиями. С 1923 года — член нелегальной демократической партии Австрии, где взял подпольный псевдоним Курт Адлер.
С июня 1925 по 1937 год — сотрудник иностранного отдела ОГПУ (впоследствии НКВД): в 1925—1926 годах — нелегальный подрезидент на Балканах, в 1926—1929 годах — помощник нелегального, а затем легального резидента в Стамбуле. Член ВКП(б) с 1929 года. В 1929—1931 годах — референт Всесоюзного общества культурных связей с заграницей (ВОКС) и председатель «Унион Форо», с февраля 1931 года — помощник начальника отделения Иностранного отдела ОГПУ СССР в Москве. В 1931—1935 годах — нелегальный резидент в Китае, согласно докладной записке начальника иностранного отдела ГУГБ НКВД А. А. Слуцкого Н. И. Ежову (1936) «один из лучших наших нелегалов».
Вместе с отцом — В. М. Ливент-Левитом (Нордом) — отозван в Москву, где 26 декабря 1937 года оба были арестованы по обвинению в шпионаже и 28 августа 1938 года расстреляны на полигоне Коммунарка. Реабилитирован 26 июня 1991 года (отец — 15 марта 1958 года).
Жена С. В. Ливент-Левита — уроженка югославского города Кержич австрийского происхождения Стефания Людвиговна Ливент-Левит (1902—1938) была также арестована 14 октября 1937 года по обвинению в шпионаже и расстреляна 8 января 1938 года на полигоне Коммунарка в Москве (реабилитирована 26 июня 1991 года).
Жена отца — уроженка города Данциг немецкого происхождения Франциска Феликсовна Ливент-Левит 1897 года рождения — осуждена 19 октября 1938 года на 8 лет исправительно-трудовых лагерей как член семьи изменника Родины (освобождена 13 августа 1946 года).